# Olga Puzhevich
Olga Vasilyevna Puzhevich (née le 17 mars 1983) est une gymnaste rythmique biélorusse.

## Biographie
Olga Puzhevich remporte aux Jeux olympiques d'été de 2000 à Sydney la médaille d'argent par équipe avec Tatyana Ananko, Tatyana Belan, Anna Glazkova, Irina Ilienkova et Maria Lazuk.

## Palmarès

### Jeux olympiques
- Sydney 2000
  -  médaille d'argent par équipe.